# Greentop
Greentop ist eine City im Schuyler County und Adair County im US-Bundesstaat Missouri. Das U.S. Census Bureau hat bei der Volkszählung 2020 eine Einwohnerzahl von 388 ermittelt.

## Geographie
Die Koordinaten von Greentop liegen bei 40°20'54" nördlicher Breite und 92°34'2" westlicher Länge.
Nach Angaben der United States Census 2010 erstreckt sich das Stadtgebiet von Greentop über eine Fläche von 2,12 Quadratkilometer (0,82 sq mi). Das komplette Stadtgebiet befindet sich an Land.
Ein Wohngebiet der Stadt liegt in Adair County, während der Großteil der Stadt im Schuyler County liegt.

## Bevölkerung
Nach der United States Census 2010 lebten in Greentop 442 Menschen verteilt auf 199 Haushalte und 130 Familien. Die Bevölkerungsdichte betrug 208,5 Einwohner pro Quadratkilometer (539,0/sq mi).
Die Bevölkerung setzte sich 2010 aus 98,9 % Weißen, 0,7 % Asiaten, 0,2 % aus anderen ethnischen Gruppen und 0,2 % mit zwei oder mehr Ethnien zusammen. Bei 0,9 % der Bevölkerung handelte es sich um Hispanics oder Latinos. Von den 199 Haushalten lebten in 26,6 % Familien mit Kindern unter 18, in 51,3 % der Haushalten lebten verheiratete Paare ohne Kinder und in 11,0 % der Haushalten lebten Personen über 65 alleine.
Von den 442 Einwohnern waren 22,4 % unter 18 Jahre, 7,8 % zwischen 18 und 24 Jahren, 23,2 % zwischen 25 und 44 Jahren, 28,8 % zwischen 45 und 64 Jahren und in 18,1 % der Menschen waren 65 Jahre oder älter. Das Durchschnittsalter betrug 41,5 Jahre und 48,0 % der Einwohner waren männlich.

## Persönlichkeiten
- Rhonda Vincent (* 1962), Country- & Bluegrass-Sängerin

## Bilder

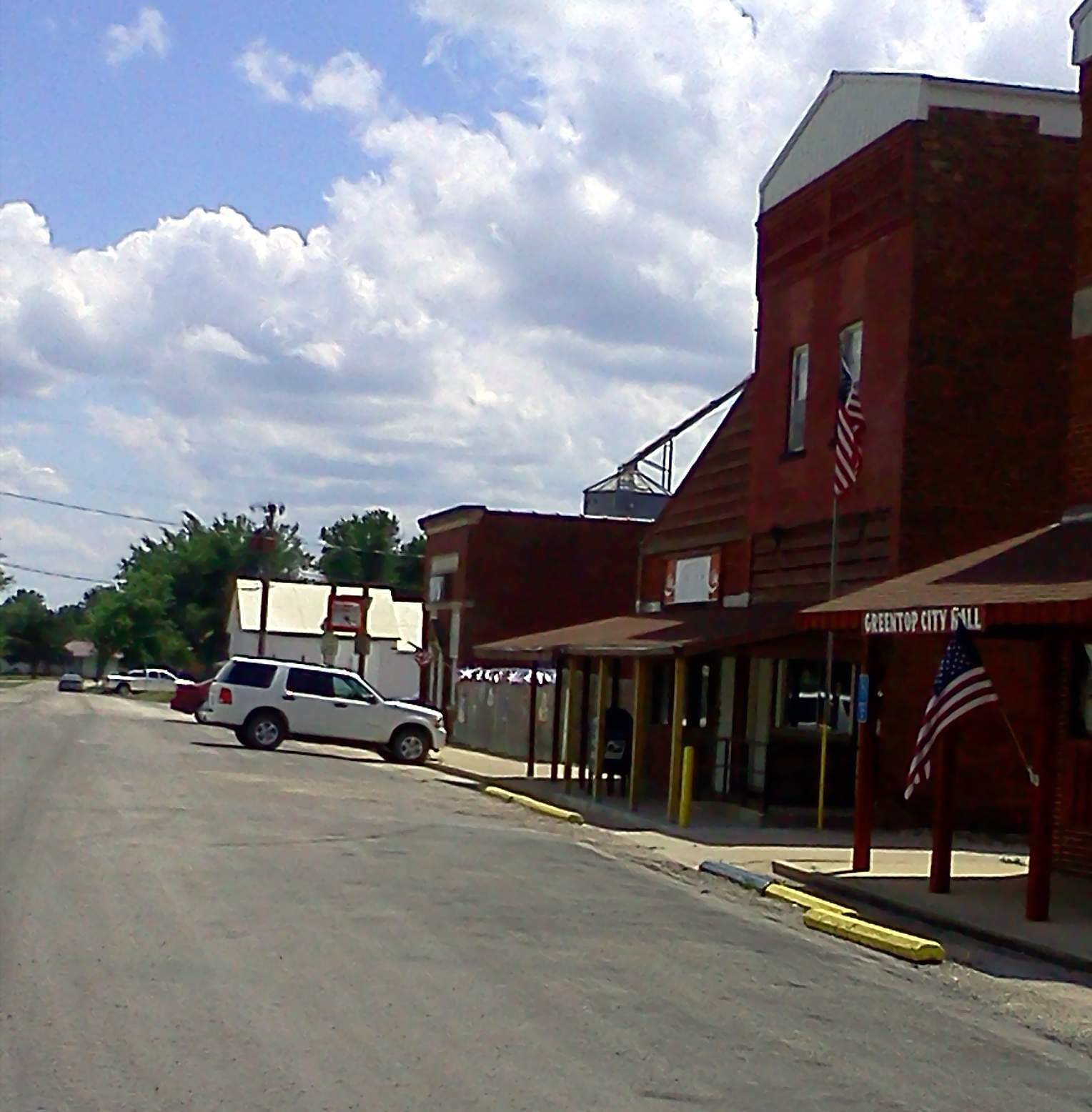
Innenstadt
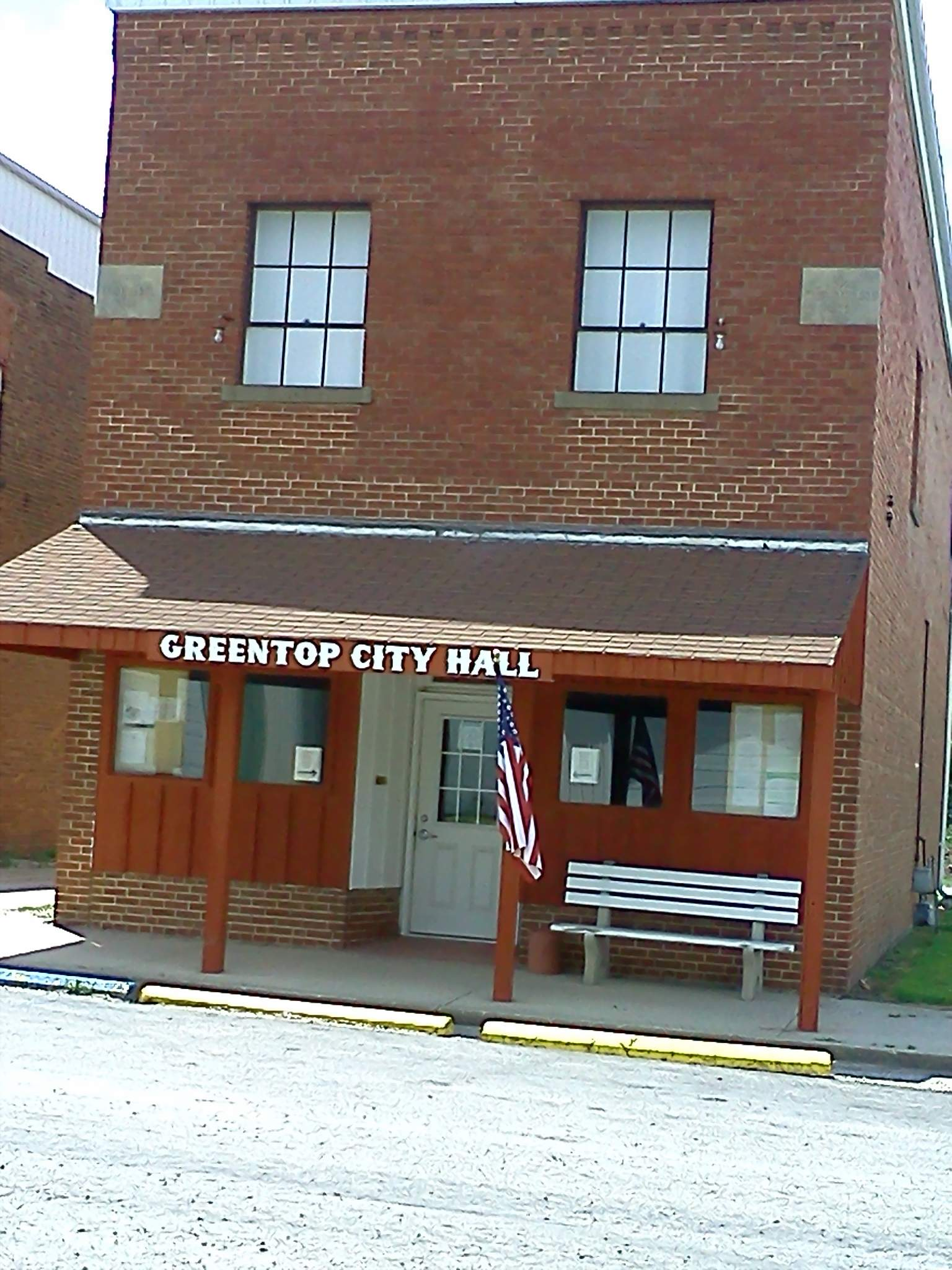
Das Rathaus von Greentop
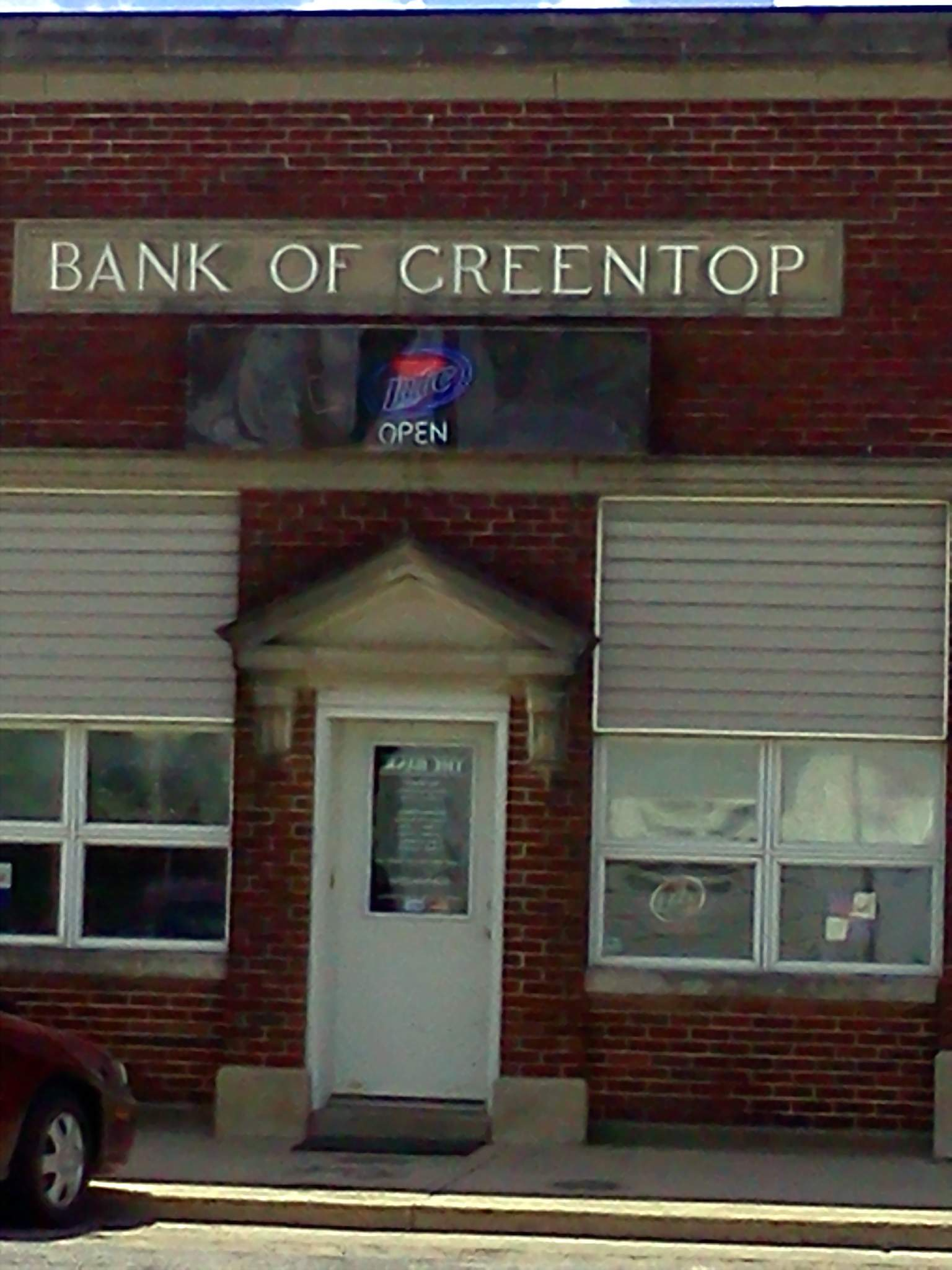
Gebäude der ehemaligen Bank of Greentop